# Aspergillus foetidus
Aspergillus foetidus är en svampart. Aspergillus foetidus ingår i släktet Aspergillus och familjen Trichocomaceae.

## Underarter
Arten delas in i följande underarter:
- acidus
- pallidus
- foetidus